# Novoekonomitchne
 (mars 2025).
Si vous disposez d'ouvrages ou d'articles de référence ou si vous connaissez des sites web de qualité traitant du thème abordé ici, merci de compléter l'article en donnant les références utiles à sa vérifiabilité et en les liant à la section « Notes et références ».
Novoekonomitchne (en ukrainien : Новоекономі́чне ; en russe : Новоэкономическое) est une ville minière de l'oblast de Donetsk, en Ukraine. Sa population s'élevait à 2 763 habitants estimés en 2022.

## Géographie
Novoekonomitchne est située dans le Donbass, à 13 km au nord-est de Pokrovsk et est limitrophe à l'ouest de la ville de Myrnohrad. La ville est baignée par la rivière Kazenny Torets, un affluent du Donets, dans le bassin hydrographique du fleuve Don.

## Histoire

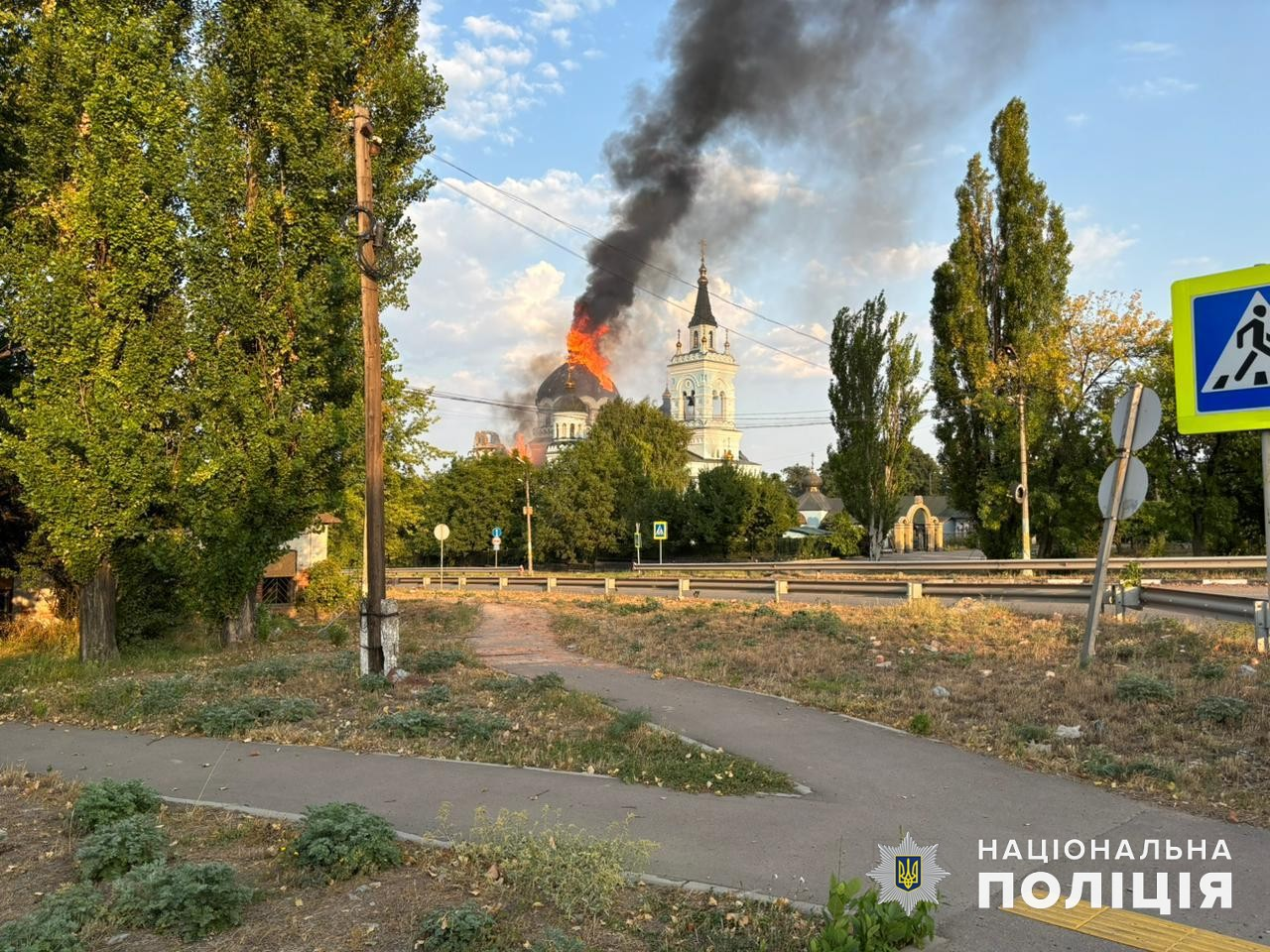
L'église de la Nativité touchée le 2024-08-26.

## Économie
La Mine de charbon Kapitalna et le concentrateur du groupe Komsomolska.